# Chiesa di San Domenico (Casale Monferrato)
La chiesa di San Domenico, sede della Confraternita dei Nobili, si trova a Casale Monferrato ed è la più importante chiesa cittadina dopo il Duomo.

## Storia
La chiesa fu fondata da Guglielmo VIII de Monferrato nel 1472, fu terminata nel 1506 da Bonifacio V ed affidata alla cura dei Padri Domenicani. Negli stessi anni fu edificato anche il convento. Sia il convento che la chiesa rimasero unite fino al 1822, quando, a seguito delle soppressioni napoleoniche, una parte del convento fu divisa in tre lotti e concesso a privati.

## Descrizione
La facciata, in cotto, è scandita da contrafforti sporgenti; l'elemento di maggior pregio è il portale del 1505 sormontato da un rosone contornato dai segni dello zodiaco. Nel corso dei secoli (specie nel XVIII secolo) la chiesa ha subito numerosi restauri che ne hanno radicalmente cambiato la struttura e fuso lo stile gotico, quello rinascimentale e quello barocco. L'interno è divisa in tre navate con alte colonne (una quarta navata è stata soppressa dai Domenicani nel 1675 per rendere la chiesa simmetrica).
Vi sono numerose opere d'arte datate dal XV al XVIII secolo, come un dipinto quattrocentesco raffigurante la Madonna con Bambino (di scuola fiamminga)Il miracolo del libro di San Domenico, La resurrezione da parte di San Domenico del nipote del cardinale Colonna, La battaglia degli Albigesi di Pier Francesco Guala (fine XVII inizio XVIII secolo) e altri dipinti attribuiti del XVI secolo attribuiti a Nicolò Musso, Giovan Battista Caire e Guglielmo Caccia. Degne di nota la tomba cinquecentesca Benvenuto Sangiorgio, cavaliere gerosolimitano e membro del Senato casalese, e di altri principi Paleologi e Gonzaga. All'interno del convento spiccano la Cappella del Rosario, ricca di stucchi e decorazioni, il chiostro rinascimentale, la torre campanaria ed il salone quattrocentesco.